# ليا ألين
ليا ألين (بالإنجليزية: Leah Brown Allen)‏ هي عالمة فلك أمريكية، ولدت في 6 نوفمبر 1884، وتوفيت في 1973.